# Ешланд (Канзас)
Ешланд (енгл. Ashland) град је у америчкој савезној држави Канзас.

## Демографија
По попису из 2010. године број становника је 867, што је 108 (-11,1%) становника мање него 2000. године.
| Група             | 2000.       | 2010.       |
| Белци             | 904 (92,7%) | 753 (86,9%) |
| Афроамериканци    | 1 (0,1%)    | 0 (0,0%)    |
| Азијати           | 1 (0,1%)    | 4 (0,5%)    |
| Хиспаноамериканци | 45 (4,6%)   | 76 (8,8%)   |
| Укупно            | 975         | 867         |